# Genomsnittlig avvikelse
Den genomsnittliga avvikelsen är ett spridningsmått i statistik. Termen används relativt sällan.
Den genomsnittliga avvikelsen definieras som summan av observationernas absoluta avvikelser från medelvärdet delad med antalet observationer. Den påverkas inte lika mycket som variansen av de observationer som ligger långt från medelvärdet.